# Fadumo Dayib
Fadumo Qasim Dayib, surnommée Deeqo, née en 1972, est une femme politique somalienne, au parcours marqué par les vicissitudes de l'histoire de son pays. Elle est la première femme à avoir concouru pour la présidence de la Somalie, et c'est aussi une travailleuse humanitaire, spécialiste en santé publique, au sein d'organismes privés et d'institutions internationales.

## Biographie
Elle est née en 1972 à Thika, au Kenya, de parents Somaliens,. Sa mère, issue d'une famille de nomades, mariée très jeune, quitte la Somalie et s'installe au Kenya  après la perte de ses onze enfants précédents, des suites de maladies évitables par la vaccination,. Son père est un chauffeur de camion qui a aidé sa mère et son jeune oncle à faire le transport. Ils se sont mariés sur leur chemin vers le Kenya et se sont installés à Thika. Ses deux parents sont analphabètes, mais son père parle plusieurs langues et sa mère est resté très entreprenante. Fadumo Dayib a deux frères et sœurs nés au Kenya. Ses parents divorcent quand elle est jeune. Sa famille est expulsée du Kenya en 1989 et renvoyée à Mogadiscio. Sa mère est temporairement incarcérée lorsque son frère est soupçonné de financement d'un groupe opposé à Siad Barre. Dans le pays, des mouvements de rébellion se développent contre ce président et prennent le contrôle de territoires. L'insécurité se développe. À la suite de l'effondrement de l'État, la mère de Fadumo Dayib vend se qu'elle possède pour quitter à nouveau le pays, en avion. Après diverses pérégrinations, la famille se retrouve en tant que réfugiés en Finlande, en 1990.
Dayib n'a pas appris à lire et à écrire jusqu'à ce qu'elle ait quatorze ans,. Elle peut approfondir ses études en Finlande pour devenir une infirmière en soins intensifs, puis poursuivre des études supérieures avec deux maîtrises en santé publique. Dans cette démocratie nordique, elle apprend le finnois et l'anglais,. 
Devenue spécialiste en santé publique et en développement professionnel, elle travaille dans le secteur privé de l'emploi pour les réfugiés. En 2005, elle retourne  en Somalie pour travailler pour l’Unicef,. Elle arrive à Bosasso (dans le nord du pays). Après six mois, elle est cependant évacuée vers Nairobi, au Kenya, pour des raisons de sécurité. Mais elle continue à se rendre en Somalie, au Puntland et au Somaliland toutes les semaines. Quand la situation se détériore encore davantage, elle est transférée aux îles Fidji, travaillant toujours pour des institutions internationales. Puis elle décide de se rendre au Liberia, sa famille s'installant au Ghana. Elle y participe à la mise en place d'établissement des Nations unies et de politiques de préventions contre le  VIH,,.
En 2013, elle obtient  une bourse de recherche de la Harvard Kennedy School pour des études en administration publique,. Elle entame aussi un doctorat à l'Université de Helsinki, consacré à l'étude de la résolution 1325 du Conseil de sécurité des Nations unies, une résolution intégrant le thème du droit des femmes dans les discussions de paix et de sécurité,,.
En 2014, elle annonce son intention de concourir pour la présidence de la Somalie,. Elle est l'une des dix-huit candidats à la présidentielle en 2016, y compris le président alors en place, Hassan Sheikh Mohamud. Elle est la seule femme. Sa décision de se présenter à la présidence lui vaut des menaces de mort. Elle est critique sur le système clanique qui domine en Somalie, et marginalise selon elle les femmes, les enfants, et les clans minoritaires. Elle met l'accent, dans ses propositions, sur des politiques anti-corruptions, sur les droits des femmes et la lutte contre les mutilations génitales féminines, et prône un dialogue avec al-Shabaab si le groupe coupe ses liens avec les organisations terroristes internationales et arrête ses assassinats. Elle est consciente qu'elle n'a aucune chance de gagner, mais veut prendre sur ces thèmes et sur la présence de femmes dans la vie politique somalienne.
Installée à Nairobi avec sa famille, elle a déclaré son intention de continuer à être impliquée dans l'amélioration de la Somalie après l'élection,. Le 9 décembre 2016, après un énième report du scrutin présidentiel, elle annonce jeter l’éponge et se retirer pour cette échéance 2017.